# Panquehue
Panquehue (del mapudungún: Pangkewe ‘lugar de pangues’) es una comuna perteneciente a la Provincia de San Felipe de Aconcagua, Región de Valparaíso, Chile. Se ubica en la Ruta CH-60, al poniente de la ciudad de San Felipe.
Su economía se basa en la fruticultura y la vinicultura, destacándose en este ámbito las Viñas Errázuriz y una gran variedad de viñas nuevas . Es también lugar de tradiciones huasas.

## Historia
En la época de Pedro de Valdivia, por los años 1540, el lugar denominado Panquehue era una laguna pantanosa en la ribera del río del Valle del Aconcagua, donde crecía el pangue, planta de hojas grandes que se desarrolla en los barrizales, y que hasta el día de hoy se encuentra en el sector de San Roque. De allí surge el nombre de la comuna, que proviene de la lengua mapudungun y que significa lugar de pangues.
Desde el siglo XVII se ubicaron tres grandes haciendas: San Buenaventura, San Roque y Lo Campo. Años después llegaron hasta este lugar Maximiano Errázuriz, Ramón Freire, entre otros, con el fin de comercializar las turbas que existían en aquellos años. Estas son una especie de mineral que calienta la tierra. La intención de los señores de la época era explotar este inorgánico, y luego convertirlo en una barra de combustible para cocinar, pero el negocio no dio los resultados que ellos esperaban. Producto de lo anterior, Errázuriz cambió el giro de sus operaciones y trajo desde Francia las cepas para los viñedos; desde allí que la zona se consolidó como un valle fértil.
Un mapa del siglo XVIII, que describe dicho valle, levantado con posterioridad a la fundación de San Felipe (1740) y con anterioridad a la de Los Andes (1792), muestra a Panquehue, como una gran superficie cubierta por montes, un estero, y un camino real que lo atraviesa, confirmando así las características físicas que expresa su nombre.
Sus deslindes están muy acusados por los rasgos naturales del paisaje: por el noreste, el Río Aconcagua; por el sureste, un cordón de cerros; dos puntillas que se topan con el río y lo encierran por sus costados; al oriente, deslinda con el río entre los puentes de ferrocarril y carretero que permiten el acceso a San Felipe: al poniente lo separa Chagres.
Este factor geográfico le ha permitido permanecer inalterada como unidad administrativa desde la década de 1820, época en que se lo menciona como cuarta subdelegación de la comuna de Los Andes. Posteriormente se transformó en quinta subdelegación y, el 31 de diciembre de 1896, en comuna del departamento de Los Andes, bajo el gobierno de don Federico Errázuriz Echaurren y su primer alcalde fue don Guillermo Rucker. En 1927 pasó a depender del departamento de San Felipe, hoy provincia de esta misma ciudad. Pero siempre con los mismos deslindes.
Francisco Astaburoaga en 1899 en su Diccionario Geográfico de la República de Chile: 705  lo describe como un 'fundo':

Panquehue.-—Fundo del departamento de los Andes situado en el hermoso valle al lado sur del río Aconcagua á 28 kilómetros al O. de su capital, 14 de la ciudad de San Felipe y unos 24 hacia el E. de Llaillay. Comprende feraces terrenos sembradíos y afamados viñedos.

Posteriormente, el geógrafo Luis Risopatrón lo describe a Panquehue como una ‘aldea’ en su libro Diccionario Jeográfico de Chile en el año 1924:: 630 

Panquehue (Aldea) 32° 46' 70° 51'. Cuenta con servicio de correos, escuelas públicas i estación de ferrocarril i se encuentra en la márjen S del curso medio del rio Aconcagua, a 520 m de altitud i a 12 kilómetros al SW7 de la ciudad de San Felipe; hubo en ella en época anterior cuatro hornos de fundición de cobre.

## Medio ambiente

### Geomorfología y componentes abióticos

Trazado simplificado de los ecosistemas y cuerpos de agua presentes en la comuna de Panquehue.

La comuna de Panquehue se encuentra emplazada en las unidades geomorfológicas de Cordones transversales, Cuencas transicionales semiáridas y Cordillera de la costa; y presenta según la clasificación climática de Köppen clima mediterráneo de lluvia invernal (Csb), clima mediterráneo de lluvia invernal de altura (Csb (h)) y clima semiárido de lluvia invernal (BSk (s)). Esta además se halla en la cuenca hidrográfica de río Aconcagua. Además, la comuna posee diversos cuerpos de agua, entre los que se destacan el río Aconcagua.

### Componentes bióticos
Dentro del territorio de la comuna se pueden hallar los siguientes ecosistemas:
- Bosque espinoso mediterráneo interior donde predominan Acacia caven y Prosopis chilensis (Vulnerable)
- Matorral arborescente esclerófilo mediterráneo interior donde predominan Quillaja saponaria y Porlieria chilensis (Preocupación menor)
- Matorral espinoso mediterráneo interior donde predominan Trevoa quinquinervia y Colliguaja odorifera (Preocupación menor)

### Medidas de protección ambiental y conflictos socioambientales
Hasta 2022, la comuna de Panquehue cuenta con las siguientes zonas que poseen algún nivel de protección ambiental:
- río Aconcagua (Sitios ERB)[12]
- Zona Media Superior Aconcagua (Sitios ERB)[13]

## Administración

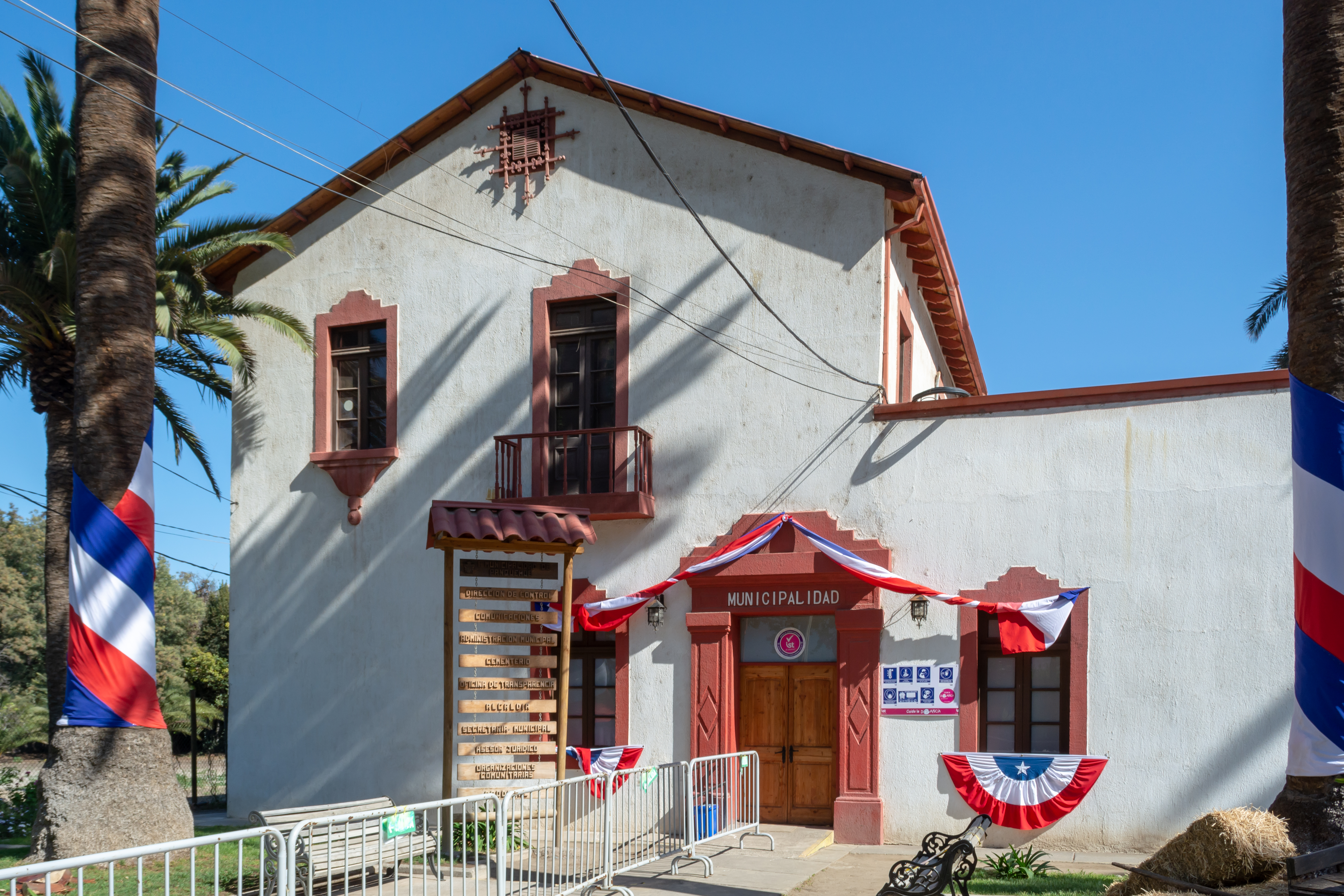
Edificio de la Municipalidad de Panquehue.

### Municipalidad
La Municipalidad de Panquehue para el periodo 2021-2024 es dirigida por el alcalde Gonzalo Vergara Lizana (DC-Unidos por la Dignidad) y el concejo municipal conformado por los concejales:
- Vanessa Romina Ossandón Cáceres (IND - RN)
- Italo Alejandro Bruna Valdivia (UDI)
- Manuel Eugenio Zamora Escobar (UDI)
- Rosario Díaz Ávila (IND - Unidad Por el Apruebo)
- Marcelo Eduardo Olguín Moreno (PS)
- Gabriela Soledad Vega Acevedo (IND - Unidos Por la Dignidad)

### Representación parlamentaria
Panquehue forma parte de la Circunscripción Senatorial VI y del Distrito Electoral 6. Es representada en la Cámara de Diputados del Congreso Nacional por los siguientes diputados:
- Camila Alejandra Flores Oporto (RN)
- Andrés Longton Herrera (RN)
- Gaspar Alberto Rivas Sánchez (PDG)
- Carolina Marzán Pinto (PPD)
- Nelson Venegas Salazar (PS)
- Chiara Barchiesi Chávez (PRCh)
- Diego Eduardo Ibáñez Cotroneo (CS)
- María Francisca Bello Campos (CS)

En el Senado, la representan:
- Kenneth Pugh Olavarría (IND - RN)
- Francisco Chahuán Chahuán (RN)
- Ricardo Lagos Weber (PPD)
- Isabel Allende Bussi (PS)
- Juan Ignacio Latorre Riveros (RD)

## Economía
En 2018, la cantidad de empresas registradas en Panquehue fue de 221. El Índice de Complejidad Económica (ECI) en el mismo año fue de -0,84, mientras que las actividades económicas con mayor índice de Ventaja Comparativa Revelada (RCA) fueron Cultivo de Plantas Vivas y Floricultura (42,82), Producción en Viveros, excepto Especies Forestales (41,09) y Cultivo de Trigo (33,38).

## Lugares de interés
Panquehue cuenta con distintos destinos turísticos, entre ellos viñas, balnearios, tradiciones y una gran variedad de flora y fauna:
- Viña Sánchez de Loria: Se pueden recorrer la Viña y la bodega, y conocer la elaboración de los licores con maquinarias antiguas; el proceso de la vendimia, y laboratorio.
- Viña Von Siebenthal: Se pueden conocer los viñedos, las instalaciones de la bodega, y observar el proceso de elaboración del vino.
- Viña Errázuriz: En Viña Errázuriz se puede visitar los viñedos y la bodega. Aquí es posible conocer los pasos para la elaboración de este vino.
- Manantiales de Panquehue: Es una laguna emplazada en medio de la naturaleza.
- Vaitea: El balneario Vaitea cuenta con espaciosas áreas verdes destinadas al pic-nic y zona de camping.
- Las Vertientes: Este lugar cuenta con una laguna natural, en medio de un paisaje de verdes árboles.
- El Parador del Jabalí: La comida casera es la especialidad de este único restaurante ubicado en la comuna de Panquehue. Uno de sus mayores atractivos son un el plato de jabalí.
- Aguas Santas: balneario, zona de pic-nic y de camping. piscinas naturales acompañadas de áreas verdes habilitadas para el pic-nic y/o camping